# SMSS J031300.36-670839.3
SMSS J031300.36-670839.3 (скорочена назва SMSS J0313-6708; неофіційно скорочена SM0313) — зоря, що знаходиться у сузір'ї Гідри в Чумацькому Шляху на відстані 6000 світлових років від Землі. 

## Вік зорі
Вік зорі становить близько 13,6 млрд років. Вона є однією з найстаріших відомих зірок. Світило сформувалося всього через 70 млн років після Великого Вибуху. Відкриття було зроблено за допомогою телескопа SkyMapper, що знаходиться в австралійській обсерваторії Сайдинг-Спрінг вченими Стефаном Келлером і Майком Бесселем. 
Для визначення віку зорі був застосований аналіз спектра, в результаті чого вдалося з'ясувати точне співвідношення елементів, що входять до її складу. Виявилося, що відсоток вмісту заліза в надрах SMSS J031300.36-670839.3 мізерно малий, приблизно в 10 млн разів менше, ніж в Сонці, вік якого 4,7 млрд років.
Автори дослідження переконані, що навіть не дивлячись на значний вік, гранично близький до віку Всесвіту, SMSS J031300.36-670839.3 є зіркою другого покоління. Тобто утворилася вона з матеріалів і елементів, викинутих після вибухів перших наднових.
Крім мінімального вмісту заліза, найстаріша зірка у Всесвіті цікава ще й відносно високою концентрацією магнію і вуглецю, що як мінімум невластиво для древніх світил. Цей факт навів астрономів на думку, що вибух наднової, в результаті якого сформувався будівельний матеріал для SMSS J031300.36-670839.3 був украй слабким. Його енергії тільки й вистачило на розпад первинної зірки і рознос елементів.